# Danh hiệu và tước vị Mã Lai
Ngôn ngữ Mã Lai có một hệ thống phức tạp các danh hiệu, tước vị và kính ngữ, được sử dụng rộng rãi trong Brunei và Malaysia. Singapore, có hoàng tộc Malay nhưng bị chính quyền thực dân Anh bãi bỏ vào năm 1891, đã thông qua các chức danh cho các nhà lãnh đạo. Philippines trong lịch sử cũng sử dụng tiêu hiệu Malay giai đoạn tiền-Tây Ban Nha (đặc biệt dưới ảnh hưởng của Brunei), bằng chứng là danh hiệu của nhân vật lịch sử như Rajah Sulayman, Lakandula và Dayang Kalangitan. Các tước hiệu Malay vẫn được sử dụng bởi các hoàng gia Sulu, Maguindanao, Buayan và Maranao trên đảo Mindanao phía nam Philippines, nhưng những điều này chỉ được giữ lại trên cơ sở truyền thống, vì Hiến pháp năm 1987 khẳng định việc bãi bỏ các tước hiệu hoàng gia và quý tộc trong cộng hòa. Trong khi đó, Indonesia với tư cách là một nước cộng hòa, không công nhận những người cai trị truyền thống và các hệ thống quý tộc. Tuy nhiên, danh hiệu hoàng gia và tước hiệu của họ vẫn được sử dụng như danh hiệu nghi thức.
Malaysia, Brunei và một số tỉnh ở Indonesia thường xuyên trao các danh hiệu danh dự và tước vị trong đời sống.
Ở Malaysia, tất cả các danh hiệu không di truyền có thể được cấp cho cả nam và nữ. Mỗi tước vị có một hình thức có thể được sử dụng bởi vợ của chủ sở hữu tước vị. Hình thức này không được sử dụng bởi chồng của một người phụ nữ có tướ vị; một người phụ nữ như vậy sẽ mang một danh hiệu giống như một người đàn ông có tước vị.

## Sử dụng
Trình tự nên được sử dụng khi chính thức viết hoặc giải quyết tên của một người là: danh hiệu danh dự, cấp chuyên, tước vị di truyền, tước vị liên bang, tước vị nhà nước, tước vị di truyền phi-hoàng gia, tiến sĩ/Dr (y học hoặc triết học), Haji/Hajjah (cho những người đàn ông và phụ nữ Hồi giáo đã thực hiện Hajj), tên.
Ví dụ ở Brunei, danh hiệu cho một trong những bộ trưởng truyền thống của Brunei (Pehin-Pehin Cheteria) có danh hiệu danh dự sẽ là Yang Berhormat, cấp chuyên là Pehin Orang Kaya Seri Setia Lela, tước vị nhà nước là Dato Seri Setia, tiền tố truyền thống của người Malay đối với người không thuộc hoàng gia là Awang.
- Yang Berhormat Pehin Orang Kaya Seri Lela Dato Seri Setia Awang Haji Abdul Rahman bin Dato Setia Haji Mohamed Taib

Khi ở tiểu bang địa phương, tước vị tiểu bang có thể đứng trước tước vị liên bang. Một ví dụ sẽ là Bộ trưởng Sarawak Adenan Satem, người có tước vị liên bang là Tan Sri và tước vị bang là Datuk Patinggi. Tước vị của ông ấy sẽ được thể hiện như sau:
- Yang Amat Berhormat Tan Sri Datuk Patinggi Dr Haji Adenan bin Haji Satem (liên bang)
- Yang Amat Berhormat Datuk Patinggi Tan Sri Dr Haji Adenan bin Haji Satem (tại tiểu bang địa phương)

Một ngoại lệ khác là khi một người đã nhận được trao tặng từ một tiểu bang không phải là tiểu bang địa phương của người đó; khi đến thăm tiểu bang trao tặng, tước vị của tiểu bang đó sẽ thay thế cho tước vị của tiểu bang địa phương (nếu có). Ví dụ, Thủ tướng hiện tại, Mahathir Mohamad sẽ có tước vị như sau:
- Yang Amat Berhormat Tun Dr Mahathir bin Mohamad (liên bang)
- Yang Amat Berhormat  Tun Datuk Seri Panglima Dr Mahathir bin Mohamad (tại Sabah)
- Yang Amat Berhormat Tun Pehin Sri Dr Mahathir bin Mohamad (tại Sarawak)
- Yang Amat Berhormat Tun Dato Laila Utama Dr. Mahathir bin Mohamad (tại Brunei)

Một danh hiệu được thực hiện bởi tước vị hoàng gia luôn vượt qua những người mang danh hiệu phi-hoàng gia. Thành viên hoàng gia nam có thể chọn gắn "al-Haj" vào tên của họ thay vì sử dụng "Haji". Ví dụ sau đây là chính xác:
- Yang Amat Mulia Jeneral Tengku Dato' (tên) al-Haj

## Hoàng gia Malay
Các tước vị sau đây là di truyền và dành riêng cho các gia đình hoàng gia của hoàng gia Brunei và chín tiểu quốc của Malaysia.

### Brunei
Các danh hiệu và tước vị chính thức sau đây được sử dụng cho các thành viên của hoàng gia ở Brunei:
- Sultan dan Yang di-Pertuan Negara Brunei Darussalam là tước vị chính thức Sultan của Brunei, danh hiệu là Kebawah Duli Yang Maha Mulia Paduka Seri Baginda (Bệ hạ)
- Raja Isteri (chính thức là "Vương hậu"), là tước vị chính thức người phối ngẫu cao cấp nhất của quân chủ, danh hiệu là Kebawah Duli Yang Maha Mulia Paduka Seri Baginda (Vương hậu/Bệ hạ).
- Pengiran Isteri là tước vị chính thức người phối ngẫu cấp thấp của quân chủ, danh hiệu là Duli Yang Teramat Mulia Paduka Seri (HRH/Vương phi).
- Begawan Sultan là chức danh của cựu sultan thoái vị (người cuối cùng là Omar Ali Saifuddien III đã nhường ngôi cho con của mình), danh hiệu là Kebawah Duli Yang Teramat Mulia Paduka Seri (Bệ hạ)
- Begawan Raja là tước vị của Vương đại phi, danh hiệu là Kebawah Duli Yang Teramat Mulia Paduka Suri Seri (Vương đại phi/Bệ hạ).

Đối với những người có quan hệ huyết thống với hoàng gia đã kết hôn, được phong là Hoàng tử hoặc Công chúa, được đặt tiền tố tước hiệu di truyền là Pengiran:
- Pengiran Muda Mahkota là tước vị chính thức cho người kế vị hoàng thái tử, danh hiệu là Duli Yang Teramat Mulia Paduka Seri (HRH)
- Pengiran Muda là tước vị chính thức của một hoàng tử, có nhiều danh hiệu khác nhau.
  - Con của Sultan, nếu họ không có tước vị bổ sung, danh hiệu là Duli Yang Teramat Mulia Paduka Seri (HRH).
  - Con của Pengiran Muda Mahkota có danh hiệu là Yang Teramat Mulia (HRH)
- Pengiran Anak Puteri tước vị dành cho con gái của Sultan. Họ có chung danh hiệu là Yang Teramat Mulia Paduka Seri (HRH).
- Pengiran Anak Isteri là con rể/con dâu của Sultan, được gọi danh hiệu khác nhau.
  - Phối ngẫu của Pengiran Muda Mahkota danh hiệu là Yang Teramat Mulia Paduka Seri (HRH).
  - Phối ngẫu củaPengiran Perdana Wazir có danh hiệu là Yang Teramat Mulia.
  - Phối ngẫu các con khác của Sultan có danh hiệu là Yang Amat Mulia.
- Pengiran Anak là tước vị cho những đứa cháu khác của sultan. Tuy nhiên, chúng được tạo kiểu khác nhau.
  - Con gái của Pengiran Muda Mahkota danh hiệu là Yang Teramat Mulia (HRH).
  - Các cháu khác của Sultan danh hiệu là Yang Amat Mulia.
  - Con rể của Sultan được tôn vinh quý tộc có danh hiệu là Yang Amat Mulia.
  - Hoàng gia thấp hơn The Cheteria đều có danh hiệu là Yang Amat Mulia.

Các tước vị từ cháu đến chít, với các thế hệ tiếp theo, danh hiệu là Pengiran.
Một người kết hôn với một thành viên xa của hoàng gia (vd: Pengiran) đều có tước vị Pengiran Anak; tước vị mất nếu ly hôn.
- Pengiran Isteri là vợ của hoàng tử, thường là di truyền hoàng gia
- Pengiran Bini là vợ của hoàng tử, thường di truyền phi-hoàng gia

Cháu họ xa của Sultan chưa lập gia đình (Pengiran) có tước vị là Awangku nếu là nam hoặc Dayangku nếu là nữ.

### Malaysia
- Kebawah Duli Yang Maha Mulia (KDYMM) (có nghĩa là "Là hạt bụi của Đấng toàn năng") được sử dụng cho Yang di-Pertuan Agong và quân chủ tiểu bang tương tự. Tước vị là một tham chiếu cho quân chủ phải tuân theo Luật của Thiên chúa, với quyền lực của họ chỉ là hạt bụi của Thánh Allah.  Tuy nhiên, Yang di-Pertuan Agong cũng sử dụng tiền tố "Seri Paduka Baginda" (nghĩa là "Chinh phục Bệ hạ") và trong tiếng Anh, thường được gọi là "Bệ hạ". Tuy nhiên, danh hiệu của tiểu bang này khác truyền thống với tiểu bang khác.

#### Liên bang
Tước vị của hoàng gia và quân chủ của Malaysia:
- Yang di-Pertuan Agong (có nghĩa là, "là Lãnh chúa Tối cao" nhưng thường sử dụng "Lãnh đạo Tối cao" hoặc "Quân chủ Tối cao") là tước vị chính thức của quân chủ toàn liên bang Malaysia, được bầu từ chín lãnh đạo của gia đình hoàng gia. Tước vị thường được một số nước viết là "Quốc vương". Danh hiệu là Kebawah Duli Yang Maha Mulia Seri Paduka Baginda (Bệ hạ).
- Timbalan Yang di-Pertuan Agong (có nghĩa là, "phó Lãnh chúa Tối cao" nhưng thường sử dụng "Phó Lãnh đạo Tối cao" hoặc "Phó Quân chủ Tối cao") là tước vị chính thức của phó quân chủ toàn Liên bang Malaysia, được bầu từ chính lãnh đạo của gia đình hoàng gia. Tước vị thường được viết một số nước là "Phó Quốc vương". Danh hiệu là Kebawah Duli Yang Maha Mulia.
- Raja Permaisuri Agong (có nghĩa là, "Vương hậu Quý bà Tối cao") là tước vị chính thức của vợ quân chủ toàn Liên bang Malaysia. Tước vị thường được viết một số nước là "Vương hậu". Danh hiệu là Kebawah Duli Yang Maha Mulia Seri Paduka Baginda (Bệ hạ).
- Yang di-Pertua Negeri (YDPN) là tước vị phi-hoàng gia, là tước vị của "Lãnh đạo Tiểu bang" ("Lãnh đạo Tối cao") cho các tiểu bang Penang, Melaka, Sabah và Sarawak không có quân chủ di truyền. Yang di-Pertua Negeri được lập bởi Yang di-Pertuan Agong. Chức danh đôi khi được gọi là "Thống đốc".

#### Negeri Sembilan
- Yang di-Pertuan Besar (có nghĩa là "Lãnh chúa Vĩ đại", nhưng thường sử dụng "Đại Lãnh chúa") là tước vị chính thức của quân chủ Negeri Sembilan. Danh hiệu là Duli Yang Maha Mulia (HRH).
- Tunku Ampuan Besar ("Quý bà vĩ đại Hoàng gia") là tước vị vương hậu của quân chủ Negeri Sembilan. Danh hiệu là Duli Yang Maha Mulia (HRH).
- Tunku Puan Besar ("Quý bà Cấp cao Hoàng gia") là tước vị của vương hậu cấp cao khi quân chủ qua đời. Danh hiệu là Yang Maha Mulia (HRH).
- Tunku Ampuan ("Quý bà Hoàng gia") là tước vị của vương hậu khi quân chủ qua đời. Danh hiệu là Yang Maha Mulia (HRH).
- Các con của quân chủ đều có danh hiệu và tước vị là Yang Amat Mulia (HH) Tunku.
- Một số thái ấp trong tiểu bang, Undangs của khu vực Jelebu, Johol, Sungai Ujong và Rembau. Danh hiệu là Yang Teramat Mulia (HH). Tước vị ngẫu phối là Tok Puan với danh hiệu Yang Mulia (HH).
- Tunku Besar của Tampin, khu vực bán tự trị do gia đình Al-Qadri cai trị. Danh hiệu là Yang Teramat Mulia (HH). Tước vị ngẫu phối Tunku Isteri với danh hiệu là Yang Mulia (HH).

#### Selangor
- Sultan và Yang di-Pertuan là tước vị quân chủ Selangor. Danh hiệu là Duli Yangu Maha Mulia (HRH).
- Tengku Ampuan là tước vị của vương hậu hoàng gia, Tengku Permaisuri là tước vị vương hậu phi-hoàng gia. Danh hiệu là Duli Yang Maha Mulia (HRH).
- Paduka Bonda Raja (dịch nghĩa "Mẹ hoàng gia") là tước vị của mẹ Sultan không được làm Tengku Ampuan. Danh hiệu là Yang Maha Mulia (HRH).
- Raja Muda (dịch nghĩa "Tiểu vương") là tước vị dành cho người kế vị. He is then styled Duli Yang Teramat Mulia (HRH).
- Raja Puan Muda (dịch nghĩa "Quý bà Tiểu vương") là tước vị dành cho vợ của người kế vị. Danh hiệu là Duli Yang Teramat Mulia (HRH).
- Con khác của Sultan có tước vị và danh hiệu Yang Amat Mulia (HH) Tengku.

#### Perlis
- Raja và Yang di-Pertuan là tước vị quân chủ Perlis. Danh hiệu là Duli Yang Maha Mulia (HRH).
- Raja Perempuan (nghĩa là "vương hậu") là tước vị của vương hậu của Perlis. Danh hiệu là Duli Yang Maha Mulia (HRH).
- Raja Perempuan Besar là tước hiệu của vương hậu khi quân chủ qua đời. Danh hiệu là Yang Maha Mulia (HRH).
- Raja Muda (dịch nghĩa "Tiểu vương") là tước vị dành cho người kế vị. Danh hiệu là Duli Yang Teramat Mulia (HRH).
- Raja Puan Muda (dịch nghĩa "Quý bà Tiểu vương") là tước vị dành cho vợ của người kế vị. Danh hiệu là Duli Yang Teramat Mulia (HRH).
- Con của Raja và Raja Muda có danh hiệu Yang Amat Mulia (HH) Syed/Sharifah, với tên hậu tố là Jamalullail.

#### Terengganu
- Sultan và Yang di-Pertuan là tước vị quân chủ tiểu bang. Danh hiệu là Kebawah Duli Yang Maha Mulia (HRH).
- Tengku Ampuan Besar là tước vị của vương hậu tiểu bang có dòng máu hoàng gia. Danh hiệu là Kebawah Duli Yang Maha Mulia (HRH).
- Permaisuri là tước vị của vương hậu ban đầu được Sultanah Nur Zahirah sử dụng tới khi Sultan Mizan thay đổi. Danh hiệu là Duli Yang Maha Mulia (HRH).
- Sultanah là tước vị vương phi của Sultan. Danh hiệu là Kebawah Duli Yang Maha Mulia (HRH).
- Tengku Ampuan Tua (nghĩa là "Quý bà Lớn Hoàng gia") là tước vị dành cho vương hậu cao cấp khi quân chủ qua đời. Danh hiệu là Yang Maha Mulia (HRH).
- Tengku Ampuan là tước vị của vương hậu khi quân chủ qua đời. Danh hiệu là Yang Maha Mulia (HRH).
- Tengku Besar là tước vị của mẹ Sultan khi bà chưa đăng quang. Danh hiệu là Yang Teramat Mulia (HH).
- Yang di-Pertuan Muda (nghĩa là "người được chọn làm tiểu lãnh chúa") là tước vị người kế vị. Danh hiệu là Duli Yang Teramat Mulia (HRH).
- Con khác của Sultan có tước vị và danh hiệu Yang Amat Mulia (HH) Tengku.

#### Kedah
- Sultan và Yang di-Pertuan là tước vị quân chủ tiểu bang. Danh hiệu là Kebawah Duli Yang Maha Mulia (HRH).
- Sultanah là tước vị của vương hậu tiểu bang có dòng máu hoặc không có dòng máu hoàng gia. Danh hiệu là Kebawah Duli Yang Maha Mulia (HRH).
- Tunku Ampuan (lão) là tước vị của vương hậu hoàng gia khi quân chủ qua đời. Danh hiệu là Yang Maha Mulia (HRH).
- Che' Puan Besar ("Đại quý bà") là tước vị của vương hậu khi quân chủ qua đời. Danh hiệu là Yang Maha Mulia (HRH).
- Raja Muda (dịch nghĩa "tiểu vương") là tước vị dành cho người kế vị. Danh hiệu là Duli Yang Teramat Mulia (HRH).
- Raja Puan Muda (nghĩa là "Quý bà Tiểu vương") là tước vị dành cho vợ người kế vị. Danh hiệu là Duli Yang Teramat Mulia (HRH).
- Con khác của Sultan và Raja Muda có tước vị và danh hiệu là Yang Teramat Mulia (HH) Tunku.

#### Kelantan
- Al-Sultan and Yang di-Pertuan là tước vị quân chủ tiểu bang. Danh hiệu là Kebawah Duli Yang Maha Mulia (HRH).
- Raja Perempuan (nghĩa là "Vương hậu") là tước vị của vương hậu tiểu bang có dòng máu hoàng gia. Danh hiệu là Kebawah Duli Yang Maha Mulia (HRH).
- Tengku Mahkota (nghĩa là "Hoàng thái tử") là tước vị dành cho người kế vị. Danh hiệu là Yang Teramat Mulia (HRH).
- Tengku Ampuan Mahkota ("Thái tử phi") là tước vị dành cho vợ người kế vị. Danh hiệu là Yang Teramat Mulia (HRH).
- Con khác của Sultan có tước vị và danh hiệu Yang Teramat Mulia (HH) Tengku. Nếu nắm giữ một số chức vụ trong cung điện có tước vị Yang Berhormat Mulia (HH Tôn kính) Tengku.

#### Pahang
- Sultan and Yang di-Pertuan là tước vị quân chủ tiểu bang. Danh hiệu là Kebawah Duli Yang Maha Mulia (HRH).
- Tengku Ampuan là tước vị của vương hậu tiểu bang có dòng máu hoàng gia. Danh hiệu là Kebawah Duli Yang Maha Mulia (HRH).
- Sultanah là tước vị của vương hậu tiểu bang không có dòng máu hoàng gia. Danh hiệu là Duli Yang Maha Mulia (HRH).
- Tengku Ampuan Besar là tước vị của vương hậu hoàng gia khi quân chủ qua đời. Danh hiệu là Yang Maha Mulia (HRH).
- Tengku Mahkota là tước vị dành cho người kế vị. Danh hiệu là Kebawah Duli Yang Teramat Mulia (HRH).
- Tengku Puan là tước vị dành cho vợ người kế vị. Danh hiệu là Kebawah Duli Yang Teramat Mulia (HRH).
- Con khác của Sultan có tước vị và danh hiệu Yang Amat Mulia (HH) Tengku. Con của Tengku Mahkota có tước vị và danh hiệu Yang Mulia (HH).

#### Johor
- Sultan and Yang di-Pertuan là tước vị quân chủ tiểu bang. Danh hiệu là Duli Yang Maha Mulia (Bệ hạ).
- Permaisuri là tước vị của vương hậu tiểu bang được trao bởi Sultan. Danh hiệu là Duli Yang Maha Mulia (Vương hậu/HM).
- Sultanah là tước vị của vương hậu tiểu bang có hoặc không có dòng máu hoàng gia. Danh hiệu là Duli Yang Maha Mulia (Vương hậu/Vương phi/HM).
- Tunku Ampuan (lão) là tước vị cho vợ của Sultan với nhánh nhỏ của Hoàng gia. Danh hiệu là Duli Yang Maha Mulia (HH). Sử dụng lần cuối năm 1895 cho Tunku Ampuan Ungku Maimunah.
- Tunku Puan là tước vị của vương hậu hoàng gia khi quân chủ qua đời. Danh hiệu là Yang Amat Mulia (HH).
- Enche' Puan là tước vị được trao cho mẹ của Sultan không có dòng máu hoàng gia. Danh hiệu là Yang Amat Mulia (HH).
- Tunku Mahkota (Hoàng thái tử) là tước vị dành cho người kế vị. Danh hiệu là Duli Yang Amat Mulia (HRH).
- Raja Muda (Tiểu vương) là tước vị con đầu tiên của người kế vị. Danh hiệu là Duli Yang Amat Mulia (HRH).
- Con khác của Sultan có tước vị và danh hiệu Yang Amat Mulia (HH) Tunku.

#### Perak
- Sultan, Yang di-Pertuan dan Raja Pemerintah là tước vị quân chủ tiểu bang. Danh hiệu là Duli Yang Maha Mulia Paduka Seri (HRH).
- Raja Perempuan là tước vị của vương hậu tiểu bang có dòng máu hoàng gia. Danh hiệu là Duli Yang Maha Mulia (HRH).
- Raja Permaisuri là tước vị của phối ngẫu tiểu bang không có dòng máu hoàng gia. Danh hiệu là Duli Yang Maha Mulia (HRH).
- Raja Perempuan hoặc Raja Permaisuri khi quân chủ qua đời được phong danh hiệu Yang Maha Mulia (HRH).
- Raja Muda là tước vị dành cho người kế vị. Danh hiệu là Duli Yang Teramat Mulia (HRH).
- Raja Puan Besar là tước vị dành cho vợ người kế vị. Danh hiệu là Duli Yang Teramat Mulia (HRH).
- Raja di-Hilir là tước vị người kế vị thứ 2. Danh hiệu là Duli Yang Amat Mulia (HRH).
- Raja Puan Muda là tước vị dành cho vợ người kế vị thứ 2. Danh hiệu là Duli Yang Amat Mulia (HRH).
- Con khác của Sultan có tước vị và danh hiệu Yang Teramat Mulia (HH) Raja.

## Tước hiệu Liên bang
Tại Malaysia, Yang di-Pertuan Agong trao các tước hiệu như giải thưởng danh dự và không kế thừa. Những tước hiệu này bị thu hồi bởi Yang di-Pertuan Agong hoặc được trả lại bởi cá nhân. Liên bang chỉ trao các tước hiệu Tun, Tan Sri và Datuk.

### Tun
Tun tước hiệu đã tồn tại hàng trăm năm tại xã hội Malaysia. Vào thời cổ đại, Tun là một tước vị danh dự được sử dụng bởi những người quý tộc thuộc dòng dõi hoàng tộc, được thừa kế bởi con cháu nam. Theo thời gian, tước hiệu Tun đã trở thành một danh hiệu được trao tặng bởi Yang Di Pertuan Agong cho người nhận xứng đáng nhất, người có đóng góp cao cho quốc gia.
Tun là tước hiệu liên bang cao cấp nhất được trao cho những người nhận SMN (Seri Maharaja Mangku Negara) hoặc SSM (Seri Setia Mahkota). Tuy nhiên, SMN và SSM không phải là huân chương liên bang cao nhất, xếp thứ tư và thứ năm, tương ứng. Có thể không quá hơn 25 người sống được trao tại thời điểm. Tước vị cho vợ của một Tun là Toh Puan. Những người nhận và vợ của họ sau đó được ban danh hiệu Yang Amat Berbahagia hoặc (Những điều tuyệt nhất).
SMN thường được trao cho Yang di-Pertua Negeri (YDPN) mới được bổ nhiệm và cho tất cả các Thủ tướng đã nghỉ hưu của Malaysia. Một ví dụ sẽ là
- (Yang Amat Berhormat) Tun Dr. Mahathir Mohamad, hiện nay là Thủ tướng Malaysia.

### Tan Sri
Tan Sri là tước hiệu cấp cao thứ hai của liên bàng thường được trao cho những người đã nhận Panglima Mangku Negara (PMN) và Panglima Setia Mahkota (PSM). vợ của Tan Sri được gọi là Puan Sri. Những người nhận và vợ của họ sau đó được ban danh hiệu Yang Berbahagia hoặc (Tuyệt vời).
VD:
- Tan Sri Datuk Amar P. Ramlee
- Tan Sri Dato' Haji Muhyiddin Yassin
- Tan Sri Datuk Seri Michelle Yeoh

### Datuk
Datuk là tước hiệu được trao từ năm 1965. Giới hạn người nhận Panglima Jasa Negara (PJN) và Panglima Setia Diraja (PSD). Có khoảng 200 người nhận PJN và 200 nhận PSD còn sống trong thời gian này. Vợ của Datuk là Datin. Những người nhận và vợ của họ sau đó được ban danh hiệu Yang Berbahagia hoặc (Tuyệt vời).
VD:
- Datuk Punch Gunalan
- Datuk Jemizan Abu Bakar
- Datuk Lee Chong Wei

## Tước vị tiểu bang
Tại Malaysia, quân chủ và thống đốc trao tước vị tiểu bang. Những tước vị này thường mang tính chất danh dự và phi-kế thừa. Tước vị tiểu bang có thể bị thu hồi bởi quân chủ hoặc thống đốc, và có thể trả lại do cá nhân.
Trong nhiều trường hợp, một công dân Malaysia có nhiều tước vị tiểu bang trong cùng một lúc. Người nước ngoài thường không được áp dụng.

### Pehin Sri
Pehin Sri là tước vị tiểu bang do Yang di-Pertua Negeri của Sarawak trao cho người Malaysia có đóng góp to lớn cho Sarawak. Vợ của người nhận thường không có tước vị đi kèm. Tương đương với tước vị Dato' Seri Diraja của các tiểu bang khác.

### Dato' Sri
Dato' Sri là tước vị tiểu bang do Quân chủ Pahang trao cho những người nhận xứng đáng nhất, những người đã đóng góp rất lớn cho quốc gia hoặc tiểu bang. Nó xếp dưới tước hiệu liên bang Tun và tương đương với tước hiệu liên bang Tan Sri. Tước hiệu dành cho nữ cũng là Dato 'Sri. Vợ của một người nhận là Datin Sri.
Sultan có thể trao tước hiệu cao hơn cho bất cứ ai mà ông đồng ý. Ở Pahang, quân chủ có thể trao tước hiệu Dato 'Sri Diraja. Tước hiệu dành cho nữ cũng là Dato 'Sri Diraja, và vợ của người nhận là một Datin Sri Diraja.
Ở Sarawak, danh hiệu Dato Sri được trao. Danh hiệu dành cho nữ là giống nhau trong khi vợ của người nhận được gọi là Datin Sri.
VD:
- Dato' Sri Ismail Sabri Yaakob
- Dato' Sri Dr Stanley Ho
- Dato' Sri Fauzi Abdul Rahman

### Dato' Seri
Dato' Seri là tước vị tiểu bang do Quân chủ Negeri Sembilan, Selangor, Perlis, Terengganu, Kedah, Perak, cùng với Yang di-Pertua của Penang, những người nhận xứng đáng nhất đã đóng góp cho quốc gia hoặc tiểu bang. Nó xếp dưới tước hiệu liên bang Tun và tương đương với tước hiệu liên bang Tan Sri.
Một số quân chủ cũng giữ tước vị cao nhất tại tiểu bang của mình.

#### Negeri Sembilan
The Yang di-Pertuan Besar trao tặng tước vị Dato' Seri Utama với Đại Hiệp sĩ chính của Huân chương Negeri Sembilan (SUNS). Vợ của người nhận sau đó có tước vị Datin Seri Utama. Danh hiệu là Yang Berbahagia hoặc (Tuyệt vời). Chồng của một người nhận nữ sẽ không nhận được bất kỳ tước vị hay danh hiệu nào.
Dato' Seri cũng được trao tặng thông qua Đại Hiệp sĩ Tư lệnh của Huân chương Tuanku Ja'afar (SPTJ), Đại Hiệp sĩ của Huân chương Trung thành Tuanku Muhriz (SSTM) và Huân chương Trung thành Negeri Sembilan (SSNS).

#### Selangor
Tại Selangor, Sultan trao tặng tước vị Dato' Seri và tước vị Datin Paduka Seri cho nữ và vợ người nhận là Datin Seri. Danh hiệu của họ là Yang Berbahagia (Tuyệt vời). Sultan trao tước vị cho Đại Hiệp sĩ Tư lệnh Huân chương Thái tử Selangor và Đại Hiệp sĩ Tư lệnh Huân chương Sultan Salahuddin Abdul Aziz Shah.

#### Perlis
Tại Perlis, Raja trao tước vị Dato' Seri Diraja và Dato' Seri. Tước vị tương đương với nữ giới. Vợ của người nhận có tước vị lần lượt là Datin Seri Diraja và Datin Seri.

#### Terengganu
Tại Terengganu, Sultan trao tặng tước vị Dato' Seri Utama và Dato' Seri. Tước vị tương đương với nữ giới. Vợ của người nhận có tước vị lần lượt là To' Puan Seri Utama và To' Puan Seri.

#### Kedah
Tại Kedah, Sultan trao tặng tước vị Dato' Seri Utama thông qua Huân chương Tối cao Sri Mahawangsa (DMK). Vợ của người nhận được gọi là To' Puan Seri Utama. Sultan trao tặng tước vị Dato' Seri Diraja bằng cách trao Đại Tư lệnh của Huân chương Trung thành với Sultan Abdul Halim Mu'adzam Shah (SHMS). Vợ của người nhận có tước vị Datin Seri Diraja và có danh hiệu là Yang Berbahagia (Tuyệt vời). Sultan trao tặng tước vị Dato' Seri thông qua Đại Hiệp sĩ Tư lệnh của Huân chương Thái tử Kedah (SPMK) và Đại Hiệp sĩ Tư lệnh của Huân chương Trung thành Hoàng gia Kedah (SSDK). Nếu Dato' Seri được trao SPMK, vợ người nhận có tước vị Tok Puan khi được trao (SSDK), danh hiệu là Datin Seri. Tất cả đều có danh hiệu Yang Berbahagia (Tuyệt vời).

#### Perak
Tại Perak, Sultan trao tặng tước vị Dato' Seri Diraja với Lớp thông thường của Huân chương Sultan Azlan (SPSA) và Huân chương Sultan Nazrin (SPSN). Vợ của người nhận được trao tước hiệu Datin Seri Diraja với danh hiệu Yang Berbahagia (Tuyệt vời). Tước vị Dato' Seri Panglima được trao cho Đại Hiệp sĩ Tư lệnh của Huân chương Taming Sari (SPTS). Vợ của người nhận được trao tước hiệu Datin Seri với danh hiệu Yang Berbahagia (Tuyệt vời). Tước vị Dato Seri được trao cho Đại Hiệp sĩ của Huân chương Cura Si Manja Kini và Đại Hiệp sĩ Tư lệnh của Huân chương Thái tử Perak (SPMP). Vợ của người nhận được trao tước hiệu Datin Seri với danh hiệu Yang Berbahagia (Tuyệt vời).

#### Penang
Tại Penang, Yang-di Pertua trao tặng tước vị Dato' Seri Utama cho Đại Hiệp sĩ Tư lệnh của Huân chương Bảo vệ Tiểu bang (DUPN). Vợ của người nhận được trao tước hiệu Datin Seri Utama với danh hiệu Yang Berbahagia (Tuyệt vời). Tước vị Dato' Seri được trao cho Hiệp sĩ Tư lệnh của Huân chương  Bảo vệ Tiểu quốc. Vợ của người nhận được trao tước hiệu Datin Seri với danh hiệu Yang Berbahagia (Tuyệt vời).

### Datuk Seri
Datuk Seri (phát âm tương tự Dato Sri) là tước hiệu tiểu bang cao cấp nhất chỉ được trao bởi Yang di-Pertua của các tiểu bang Malacca và Sabah
Trong Lãnh thổ Liên bang, Yang di-Pertuan Agong trao tặng tước vị Datuk Seri Utama vàDatuk Seri, tước vị dành cho nữ giới tương tự, và vợ của người nhận được gọi là Datin Seri Utama và Datin Seri.
Tại Malacca, Yang di-Pertua trao tặng tước vị Datuk Seri Utama và Datuk Seri. Tước vị dành cho nữ giới tương tự, và vợ của người nhận được gọi là Datin Seri Utama và Datin Seri.
Tại Sabah, Yang di-Pertua trao tặng tước vị Datuk Seri Panglima. Tước vị dành cho nữ giới tương tự, và vợ của người nhận được gọi là  Datin Seri Panglima.
VD
- Datuk Seri Anwar Ibrahim
- Datuk Seri Rina Harun

### Dato'
Dato' là tước vị phổ biến của Malaysia. Vợ của Dato' là "Datin", ngoại trừ ở Terengganu nơi họ được gọi là "To' Puan" (khác với "Toh Puan", vợ phi-kế thừa của Tun).  Tước vị được trao bổi quân chủ chín tiểu quốc hoặc Yang di-Pertua của Penang.
Nữ Dato'-có tước vị Dato' tương tự. Tuy nhiên, ở các bang như Selangor và Johor, được gọi là "Datin Paduka"; người chồng không có tước vị. Ví dụ Datin Paduka Shuhaimi Baba.
Dato' là tước vị kế thừa ở Negeri Sembilan, nơi các tước hiệu được giữ bởi những người đứng đầu của một số gia đình nhất định và được truyền lại cho những người thừa kế của họ. Những điều này không được trao bởi người cai trị, nhưng được thông qua các luật bản địa thông thường. Vợ của một Dato di truyền 'được gọi (theo phép lịch sự) là "To' Puan".
Ở các tiểu bang khác, một số gia đình quý tộc có danh hiệu cha truyền con nối và được gọi là Dato '.
Người nước ngoài có thể được trao tước hiệu như vậy trong sự đóng góp lớn.
Các tên khác là "Dato' Wira", "Dato' Paduka" tại Kedah và "Dato' Laila" tại Brunei.
Yang di-Pertua của Sarawak trao Panglima Setia Bintang Sarawak (PSBS) mang tước vị "Dato".
VD:
- Dato' Jimmy Choo
- Dato' Saifuddin Abdullah

### Datuk
Yang di-Pertuas của Melaka, Sarawak, và Sabah có thể trao tước hiệu Datuk, không Dato'.
Tại Malacca, Yang di-Pertua trao tước hiệu Datuk và Datuk Wira trong khi vợ hoặc chồng của họ giữ các tước hiệu Datin và Datin Wira.
Tại Sarawak, Yang di-Pertua trao tước hiệu Datuk Amar, Datuk Patinggi và Datuk. Người phối ngầu được gọi là Datin Amar, Datin Patinggi và Datin.
Tại Sabah, Yang di-Pertua trao tước hiệu Datuk. Tước vị dành cho nữ giới tương tự, và vợ của người nhận được gọi là Datin.
VD:
- Datuk Eddy Choong
- Datuk Patinggi Abang Abdul Rahman Zohari
- Datuk Wira Lee Chong Wei

### Dato Paduka
Dato Paduka là tước hiệu phổ biến nhất được trao ở Brunei, trong đó là một lớp của Darjah Seri Paduka Mahkota Brunei Yang Amat Mulia ("Huân chương Danh dự Cấp cao Seri Paduka Mahkota Brunei"). Vợ cảu Dato Paduka là "Datin". Tước vị dành cho nữ giới là "Datin Paduka".
Các phiên bản khác của Dato Paduka bao gồm "Dato Seri Paduka", "Dato Paduka Seri", "Dato Laila Utama", "Dato Paduka Seri Laila Jasa" và nhiều tước vị khác. Tước vị thuộc phi-kế thừa và được Sultan của Brunei trao.

### Pehin
Tước vị chủ yếu được sử dụng ở Brunei và Sarawak. Một ví dụ về tước hiệu ở Brunei sẽ là Pehin Orang Kaya Laila Setia Bakti Di-Raja Dato Laila Utama Haji Awang Isa, cựu Bộ trưởng Bộ Nội vụ và Cố vấn Đặc biệt hiện tại của Sultan Brunei. Tước vị thường được trao cho Bộ trưởng của Brunei.

### JP
Thái bình Thân sĩ (JP) xếp dưới Dato' hoặc Datuk. Tại Malaysia, JP phấn lớn được thay thế cho thẩm phán tòa án cấp nhất. Tuy nhiên, chính quyền tiểu bang bổ nhiệm thường mang tính chất danh dự.

## Trường hợp đặc biệt
Nếu một người đã được trao một vài tước hiệu từ các tiểu bang khác nhau, nó sẽ khác với những gì người đó thường được gọi. Ví dụ, Thủ tướng, Mahathir Mohamad thường được gọi là YAB Tun Dr Mahathir Mohamad ở bất cứ đâu tại Malaysia. Tuy nhiên, ông có thể được gọi với tước hiệu khác nhau ở các tiểu bang mà ông đến thăm.
Tại Sarawak, ông sẽ được gọi là YAB Tun Pehin Sri Mahathir Mohamad khi ông nhận được SBS từ Yang di-Pertua Negeri của Sarawak.
Khi ở Sabah, ông được gọi là Tun Datuk Seri Panglima Dr Mahathir Mohamad khi ông nhận được DSPK từ Yang di-Pertua Negeri của Sabah.

## Danh hiệu danh dự
Danh hiệu thường đứng trước tước vị của cá nhân:
- Tuan Yang Terutama (TYT) (nghĩa là "Người kiểm soát xuất sắc nhất") – danh hiệu dành cho thống đốc tiểu bang, tương đương với "Thưa ngài" (HE) và cũng như một tước vị dành cho Đại sứ tại Malaysia, vd T.Y.T. Tuan Christopher J. LaFleur. Trước đây, cổ xưa tương đương với danh hiệu HE là Paduka Yang Mulia (PYM). Điều này đã được Singapore, Indonesia và Malaysia sử dụng cho các nhà lãnh đạo Cộng hòa khác trong khi danh hiệu Thống đốc/Yang di-Pertuas là Yang Terutama.
- Yang Amat Berhormat (YAB) (nghĩa là "Danh dự đáng kính") – danh hiệu dành cho Thủ tướng, Phó Thủ tướng, Thủ hiến và Menteri Besars của bang và Tuns là thành viên của nghị viện.
- Yang Berhormat (YB) (nghĩa là "Danh dự") – danh hiệu dành cho thành viên nghị viện và thành viên lập pháp tiểu bang."Yang Berhormat" cũng được trào cho người nhận Đệ nhất hạng Huân chương Thái tử Johor (SPMJ) bất kể có phải thành viên nghị viện hay không.
- Yang Berhormat Mulia (YBM) (nghĩa là "Tối cao Danh dự") - danh hiệu dành cho hoàng thân là thành viên nghị viện (vd Yang Berhormat Mulia Tan Sri Tengku Razaleigh Hamzah, nghị sĩ của Gua Musang).
- Yang Amat Arif (YAA) (nghĩa là "Rất Uyên bác") – danh hiệu dành cho Chánh án Tòa án Malaysia, Chủ tịch Tòa án Phúc thẩm của Malaysia, Chánh án Tòa án Tối cao Malaya và Tòa án Tối cao Sabah và Sarawak.
- Yang Arif (YA) (nghĩa là "Uyên bác") – danh hiệu dành cho Thẩm phán Tòa án Liên bang hoặc Tòa án Phúc thẩm, cũng như là ủy viên Tư pháp hoặc thẩm phán của Tòa án Tối cao Malaya hoặc Tòa án Tối cao Sabah and Sarawak. Không áp dụng cho thẩm phán phiên họp tòa án hoặc quan tòa.
- Yang Amat Berbahagia (YABhg) (nghĩa là "Tuyệt với nhất") – danh hiệu dành cho ngẫu phối của tước vị Tun hoặc Toh Puan, và ngẫu phối của thống đốc tiểu bang, ngẫu phối Thủ tướng, ngẫu phối Phó Thủ tướng, và ngẫu phối Thủ hiến tiểu bang.
- Yang Berbahagia (YBhg) (nghĩa là "Tuyệt vời") (và các biến thể) – danh hiệu dành cho tước vị hiệp sĩ.

## Tước vị khác theo kế thừa
- Permata hoặc Paramata, đáng kính hoặc công chúa
- Potre, Potri, Putri, Putre hoặc Puteri, công chúa
- Radiamoda,thái tử
- Bae, công chúa
- Sangcopan, nghĩa "người dâng nộp"
- Panondiongan, nghĩa "cao nhất"
- Simban, nghĩa "tôn kính"
- Pengiran, tương đương với Tengku hoặc hoàng tử
- Raja, thay đổi phụ thuộc vào dòng dõi kế thừa.
- Ungku, tương đương với Tengku hoặc hoàng tử. Di truyền từ một nhành của Hoàng gia Johor.
- Raden, tên Hoàng gia được sử dụng một số tiểu quốc Malay Sultanates ở Kalimantan, được sử dụng phổ biến ở Pontianak Malays.
- Abang là tước vị đặc biệt ở Sarawak.  Được bổ nhiệm ở Datuk Patinggi, Datuk Temenggung, Datuk Bandar và Datuk Imam, nhiều thế kỷ trước thời kỳ thuộc địa Anh.  Con cái mang tước vị Abang (nam) và Dayang (nữ).  Khi Abang kết hôn với Dayang hoặc thường dân, tước vị vẫn được giữ lại. Nếu một Dayang kết hôn với một thành viên quý tộc, ngưới đó sẽ được mang tước vị của chồng.
- Awang là tên được sử dụng tại Brunei, tương đương với Ngài. Tuy nhiên, Awangku có kế thừa, sau đó có thể có tước vị Pengiran vì liên quan đến Brunei.
- Dayang là tên được sử dụng tại Brunei, tương đương với bà. Dayang được sử dụng tương tự như Dayang.
- Syed là tước vị thừa kế dòng nam từ nhà tiên tri Muhammad thông qua các cháu của ông Hassan và Hussein. Cháu gái được gọi là Syarifah, Sharifah, hoặc Sayyidah.
  - Meor là tước vị kế thừa dòng nam của Syarifah và cha không phải là Syed. Đối với nữ tiền tố Ma trước tên như "Ma Mastura". Được sử dụng ở Perak và các tiểu bang Terengganu, Kelantan.
- Megat là tước vị kế thừa dòng nam từ Hoàng tử Pagaruyung Megat Terhawis, là bendahara đầu tiên của Perak. Megats, Puteris và Tuns thường được sử dụng tại Perak. "Megat" cũng là danh hiệu dành cho người mang nửa dòng máu nam thường dân và nữ hoàng tộc Pahang.
  - Puteri là tước vị kế thừa dành cho nữ tại Megat.
  - Tun là tước vị kế thừa của Puteri, hậu duệ của Megat và cha là thường dân, lần lượt được thừa kế bởi dòng nam.
- Wan
- Nik
- Che